# Krzysztof (książę Lüneburga-Harburga)
Krzysztof (Krzysztof August) (ur. 21 sierpnia 1570, zm. 7 lipca 1606) – książę Lüneburga-Harburga od 1603 r. z dynastii Welfów.

## Życiorys
Krzysztof był jednym z synów księcia lüneburskiego na Harburgu Ottona oraz Jadwigi z Fryzji Wschodniej. Po śmierci ojca w 1603 r. wraz ze starszym bratem Wilhelmem Augustem objął dziedzictwo w księstwie harburskim. Był żonaty z Elżbietą, córką księcia Brunszwiku-Wolfenbüttel Juliusza i wdową po hrabim Holsztynu-Schauenburga Adolfie XII. Zmarł bezdzietnie. 